# Race Horses
Race Horses byla velšská hudební skupina.

## Kariéra
Vznikla ve městě Aberystwyth a později se usadila v Cardiffu. Vznikla v roce 2005 pod názvem Radio Luxembourg, avšak tento název si o čtyři roky později změnila, aby předešla případným právním problémům s rozhlasovou stanicí téhož jména. Většina písní skupina byla zpívána ve velšském jazyce, poslední album je však celé nazpívané v angličtině. První nahrávkou skupiny (ještě jako Radio Luxembourg) bylo EP Diwrnod Efo'r Anifeiliaid z roku 2007. První dlouhohrající desku kapela vydala v roce 2010 pod názvem Goodbye Falkenberg a o dva roky později vyšla poslední nahrávka, album Furniture. V lednu 2013 skupina oznámila ukončení své činnosti a následujícího měsíce odehrála v cardiffském klubu Clwb Ifor Bach svůj poslední koncert. Bubeník Gwion Llewelyn se následně stal členem skupiny Yr Ods a Alun Gaffey rozvíjel svou vlastní kariéru. Zpěvák Meilyr Jones spolupracoval například se skupinou Neon Neon, hudebníkem Eurosem Childsem či zpěvačkou Cate Le Bon.

## Diskografie
- Diwrnod Efo'r Anifeiliaid (2007)
- Goodbye Falkenberg (2010)
- Furniture (2012)